# 加治田衆
加治田衆（かじたしゅう）は、戦国時代から江戸時代までに美濃国加茂郡加治田城と城下町に在住していた武士（加治田勢、加治田方、加治田軍、加治田方面、加治田（勝田）ともいう）。。

## 佐藤家
永禄8年（1565年）8月、加治田城主佐藤忠能は、織田信長が美濃国に侵攻すると織田側に与し、佐藤信連の子は斎藤龍興に義を重んじ味方したが、堂洞合戦により堂洞城主の岸信周・岸信房・岸信貞兄弟を破った（堂洞合戦）。岸一族は堂洞城において華々しく散ったが、生き残った岸一族は全国に広がった岸信近、岸信宗、（岸信清、栄（佐藤義秀室）、岸新右衛門。しかし、同月の関城主・長井道利との合戦で佐藤忠能の子・佐藤忠康（信氏）が討死したため（関・加治田合戦）、斎藤利治が信長の命により嗣養子となり加治田城主となった。
- 佐藤忠能旗下（『堂洞軍記』『信長公記』）。
  - 佐藤忠康忠能の子、八重緑忠能の娘、正室院忠能の娘、佐藤能信忠康の弟、佐藤昌信忠康の弟
  - 佐藤信則、佐藤堅忠信則の子
  - 長沼三徳家老、長沼藤治兵衛三徳の子
  - 西村治郎兵衛古参・城代、湯浅新六槍術家、白江権左衛門加治田勇士、梅村良澤隠士、梅村左平治、小森半平、清水九郎兵衛歴代旗本、吉田弥三三徳友軍、田中七郎右衛門一軍大将等。

## 美濃斎藤家
斎藤利治の要請によりその兄・斎藤利堯が留守居に任命された。
その後、利治の子、蓮与、斎藤義興、斎藤市郎左衛門が加治田城で生まれた。また、平井信正が白華山清水寺口に住み、軍術や文化を伝える。信正の子、平井綱正は祈祷師・武士になり、信長に任官した。
しかし、天正10年（1582年）6月2日の本能寺の変で岐阜城主・織田信忠と斎藤利治が討ち死にすると、斎藤利堯は岐阜城を接収した。
その後、羽柴秀吉と織田信孝が明智光秀を討ち、6月20日ごろ京都を出立して美濃へ向かうと、利堯は国衆の人質を連れ、不破郡長松で引き渡しを行った。
その後、清洲会議により美濃一国が織田信孝に与えられると、その家老となり加治田城主となった。
同年7月に森長可により加治田城が攻められている（加治田・兼山合戦）。利堯は同年10月まで家老を務めている。
その後、信孝と秀吉の対立の中で、稲葉一鉄に勧められて信孝から離れ、天正11年（1583年）5月、賤ヶ岳の戦いにより信孝が滅びてからは、誰にも仕えなかったと伝わる（武家事紀）。その後、程なくして斎藤利堯が病死すると、後継者を決めていなかった為に統制がとれずに加治田衆は離散し、浪人や他家に任官した。
- 斎藤利治旗下（『堂洞軍記』『信長公記』）
  - 斎藤利堯、蓮与、斎藤義興、斎藤市郎左衛門。
  - 佐藤信則、佐藤堅忠信則の子、佐藤昌信。
  - 長沼三徳、長沼藤治兵衛三徳の子。
  - 西村治郎兵衛、湯浅新六、白江権左衛門、梅村良澤、梅村左平治、小森半平、清水九郎兵衛、吉田弥三、田中七郎右衛門。
  - 大嶋光義、大嶋光成光義の嫡子、大嶋光政光成の弟、大嶋光俊光成の弟、大嶋光朝光成の弟
  - 井戸宇右衛門。
  - 平井信正賓客、平井綱正。

## 森家
森家では、加治田の武将軍団を加治田衆と呼んだという。
加治田城は廃城となったが、加治田衆は、森氏、丹羽、織田、豊臣、徳川、池田氏、松平氏に仕官しそれぞれ分かれて活躍した。
天正12年（1584年）4月、森長可が小牧・長久手の戦いで戦死し、弟の森忠政が跡を継いだ。慶長5年（1600年）3月、森忠政は信濃の川中島へ転封となった。
- 森長可旗下
  - 佐藤堅忠
  - 白江権左衛門
  - 梅村左平治
  - 岸新右衛門
- その他
  - 佐藤昌信は、加治田に望みを捨て、武芸八幡より相模佐野川へ移り、里正と神官になった[9]。
  - 長沼三徳と西村治郎兵衛は、隠棲しながら斎藤利治の遺児、義興の二人の男子を加治田城衣丸にて養育した[10]、その後、岐阜城主織田秀信に仕えた。
  - 斎藤元忠、斎藤徳元親子も織田秀信に仕えて墨俣城主となり、織田家が没落すると徳元は江戸で和歌の教授者となった。
  - 湯浅新六は隠棲し、後に「永禄美濃軍記」を記した。
  - 大嶋氏は父・大嶋光義の元、大嶋光成、大嶋光政、大嶋光俊、大嶋光朝の兄弟は丹羽氏へ任官した後、豊臣氏、徳川氏等に任官し分かれた。
  - 大嶋吉綱は、湯浅新六の元、全国へ槍術の修行を行った[11]。

## 織田家
1593年9月9日に豊臣秀勝が亡くなると織田秀信が美濃国を継承。斎藤元忠と斎藤徳元は信秀に仕え、墨俣城主であるのと同時に加治田全域を代官として掌握した。加治田城衣丸（絹丸村）にて古参・西村治郎兵衛と家老・長沼三徳が斎藤利治遺児である斎藤義興・斎藤市郎左衛門を養育し、元服後、三徳が出仕を薦め、義興と市郎左衛門は秀信に仕えた。。。三徳も村役人として秀信に仕えた。
関ヶ原の戦いの七曲の戦いで三徳は斎藤兄弟の盾になり戦死。戦後、元忠は秀信に付き従い、高野山で隠棲。徳元は加治田より江戸の地に於いて和歌の教授者となり、一族の春日局と交流をする事となる。
義興は、関市梅竜寺で養生後、池田輝政に召し抱えられ、斎藤道三血筋として高禄で召し抱えられる。市郎左衛門は後に松平直基に仕えた。
- 織田秀信旗下
  - 斎藤元忠、斎藤徳元[13][14][15][16]。
  - 斎藤義興、斎藤市郎左衛門、長沼三徳[17]。

## 大嶋家
慶長5年（1600年）9月の関ヶ原の戦いにおいて、大嶋光義は東軍に属し武功を挙げた（子は東軍・西軍に分かれた）。
戦後、徳川家康より、加治田村、絹丸村等、1万8,000石を加増され、大名となり、関藩を立藩した。
慶長9年（1604年）8月23日に大嶋光義は97歳の長寿を持って死去した。所領は、大嶋光成（絹丸村）、大嶋光政（加治田村）に分知された。
- 大嶋光義旗下
  - 大嶋光政、大嶋光成、大嶋光俊、大嶋光朝

## 徳川家・その後
加治田領は、戦国時代においては城下町・駅馬郷・東西南北の街道として発展し、徳川幕府においては宿場町や霊場・文化の中心として地域をなした（大島家、平井家、長沼家、松井など）。（平井公寿、服部績、吾足斎、平井貞誠）。
加治田衆の多くの氏族（一族）が、富加町内外において現代まで続いている
- 野武士の梶田直繁（加治田隼人佐）、梶田繁政は加治田出身ともいわれる[22]。

斎藤利治の娘の蓮与は、速水時久に嫁ぎ、速水守久等の速水氏の系譜につながっている。
速水氏の子孫は速水柳平が末裔で現代まで続いている。
美濃斎藤氏は東京帝国大学の教授斎藤清太郎の末裔であり子は現代まで続いている。
板津氏（白江氏）の子孫に富加町長の板津德次がいる。
加治田大嶋氏（大嶋義保光政の孫、大嶋義浮義保の子、大嶋義陳義浮の養子）、中之元西尾氏（西尾氏教）、佐藤氏（佐藤継成堅忠の子、佐藤成次（吉次）堅忠の次男）は旗本となり、加治田領は幕府直轄の領土となった。
大嶋氏は大嶋家直系32代末孫ピアニストで著名な大嶋樹美江等他にも多く氏族が続いている。